# NHK 요코하마 방송국

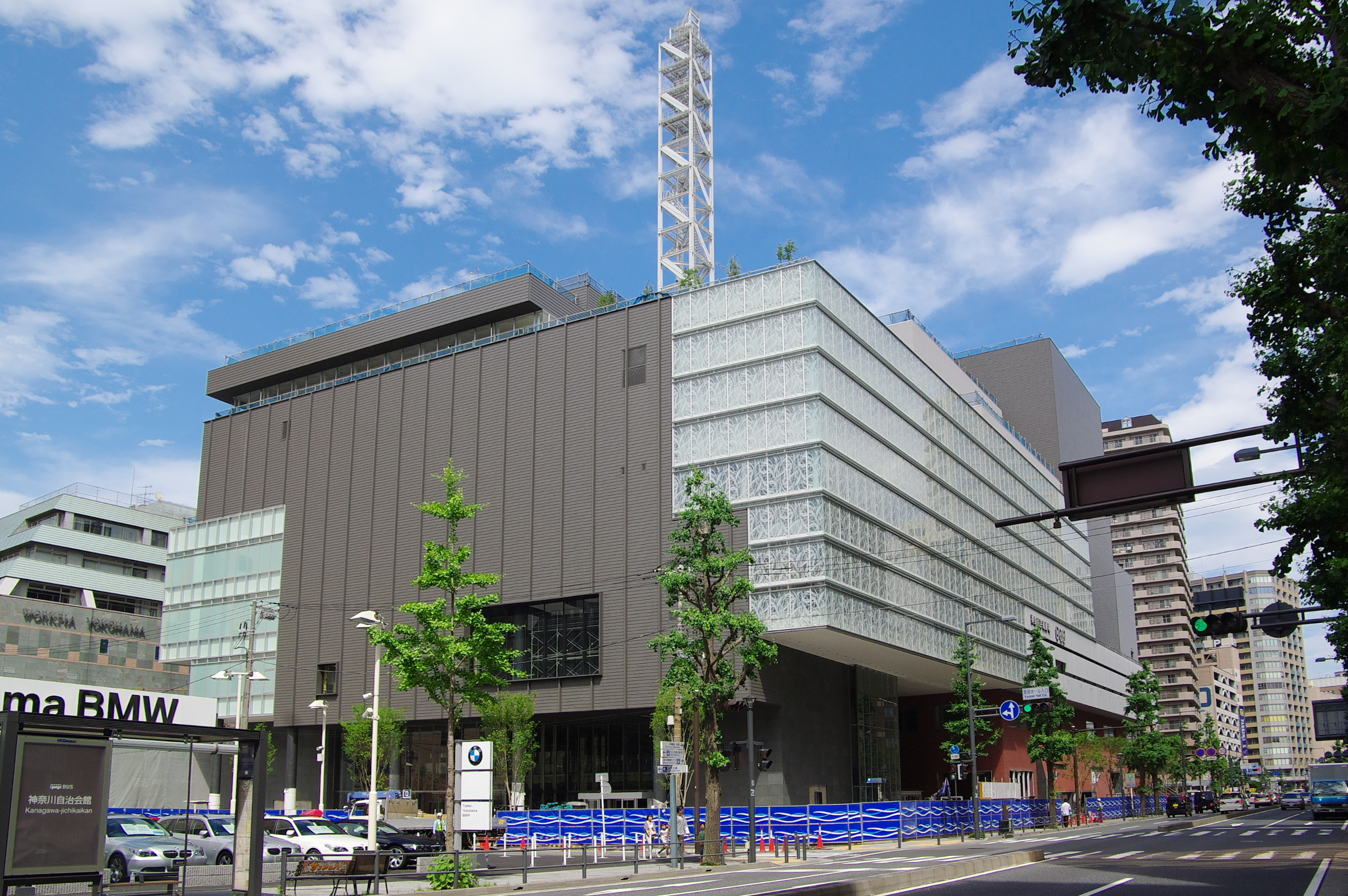
NHK 요코하마 방송국

NHK 요코하마 방송국(橫濱 放送局)은 가나가와현을 방송구역으로 하는 NHK의 지역방송국이며 FM라디오 방송을 담당하고 있다.
중파라디오·텔레비전 방송은 도쿄에서 담당하고 있다.

## 연혁
- 1926년 8월 15일 - 간토 지부 요코하마 출장소 개설.
- 1948년 5월 1일 - 요코하마 출장소를 요코하마 지국으로 개칭.
- 1951년 7월 1일 - 요코하마 지국을 요코하마 방송국으로 개칭.
- 1970년 6월 22일 - FM방송 개시(JOGP-FM).

## 주파수
- FM방송(콜사인:JOBP-FM)
  - 요코하마 본국:81.9MHz(출력:5kW)
  - 오다와라 중계국:83.5MHz(출력:100W)

## 가나가와현에 있는 다른 텔레비전·라디오 방송국
- TV 가나가와(tvk)(독립 텔레비전 방송국)
- 요코하마 FM방송(독립 라디오 방송국)
- RF라디오닛폰(RF)(독립 라디오 방송국)